# Hellmut Bilz
Hellmut Bilz (* 12. Juli 1924; † 27. April 2008) war ein deutscher Museologe, Ethnograph und Heimatforscher.

## Leben
Hellmut Bilz war von 1954 bis 1989 Leiter des nach dem Zweiten Weltkrieg neu gegründeten Spielzeugmuseums in Seiffen im Erzgebirge, das damals den von Johannes Eichhorn, dem Vorsitzenden der Ortsgruppe Seiffen des Kulturbundes der DDR und Ortsbeauftragten für Denkmalpflege, zusammengehaltenen Teil der alten Spielzeugsammlungen übernahm. Bilz oblag es, mit kulturpolitischem Weitblick „ein massenwirksames, den neuesten Stand von Forschung und Museologie dokumentierendes Zentrum zu schaffen, das die Seiffener Produktion in alter und neuer Zeit historisch exakt darstellt und eng mit der sozialistischen Industrie und dem Handwerk zusammenarbeitet.“ Dies gelang ihm. Er vermehrte den Museumsbestand auf über 12.000 Exponate, die jährlich von ca. 275.000 Besuchern besichtigt wurden. Außerdem bemühte er sich ab 1974 um den Aufbau des neugeschaffenen Freilichtmuseums in Seiffen.
Als Schüler von Paul Nedo hatte er 1970 an der Humboldt-Universität zu Berlin den Universitätsabschluss als Diplom-Ethnograph erhalten. Bei Wolfgang Jacobeit als Doktorvater wurde er 1986 mit einer Studie über die Technologie und die Geschichte des Reifendrehens zum Dr. phil. promoviert. Daneben betätigte er sich als Mitglied des SED auch kulturpolitisch in enger Zusammenarbeit mit dem Kulturbund der DDR, dem Rat der Gemeinde Seiffen und dem Rat des Kreises Marienberg. Für Manfred Bachmann war Hellmut Bilz „ein Glanzpunkt des Museumswesen der DDR“.

## Schriften (Auswahl)
Über erzgebirgische Volks- und Heimatkunde legte Hellmut Bilz zahlreiche populärwissenschaftliche Veröffentlichungen vor und begründete die wissenschaftliche Museumsreihe des Spielzeugmuseums Seiffen.
Dazu zählen:
- Die Neugestaltung des Erzgebirgischen Spielzeugmuseums Seiffen. In: Neue Museumskunde, Berlin, Bd. 12 (1969), S. 237–254
- Das Reifendreherhandwerk im Spielwarengebiet Seiffen. Eine Untersuchung der Möglichkeiten seiner Entstehung. In: Unsere Heimat, Marienberg, 1970, Nr. 12, S. 8–12
- Seiffener Reifentiere – Herstellung, Gestaltung, Bedeutung. Erzgebirgisches Spielzeugmuseum Seiffen 1984.
- Erzgebirgische Volkskunst (Englisch), 2000

## Ehrungen
- 1979 Kulturpreis des Bezirkes Karl-Marx-Stadt
- 1984 Ernennung zum Obermuseumsrat durch den DDR-Minister für Kultur